# Parlamentswahl in der Türkei 2002
- CHP: 178
- Unabh.: 9
- AKP: 363

Die Wahl zur 22. Großen Nationalversammlung der Türkei fand am 3. November 2002 statt. Gewählt wurden die 550 Abgeordneten des nationalen Parlaments. Die Wahl war geprägt von der Wirtschaftskrise 2001 sowie der 10-Prozent-Hürde, die das Ergebnis – ganz anders als bei den Wahlen der vergangenen Jahrzehnte – massiv verschob und eine grundlegende Änderung des türkischen Parteiensystems zur Folge hatte. Wer eine kleine Partei wählen mochte, musste befürchten, dass seine Stimme verfällt. Viele Wähler wählten deshalb eine andere Partei, als sie ohne Klausel gewählt hätten.
Alle fünf im Parlament vertretenen Parteien scheiterten an der Sperrklausel, darunter die drei Regierungsparteien Partei der Demokratischen Linken (DSP) mit 2,5 Prozent (nach 22,2 % 1999), Mutterlandspartei (ANAP) mit 5,1 Prozent (nach 13,2 % 1999) und MHP mit 8,4 Prozent (nach 18,0 1999).
Nur zwei Parteien zogen ins Parlament ein: die neu gegründete AKP und die (ehemals lange staatstragende) CHP. Es war das erste Zweiparteienparlament seit der Legislaturperiode 1957 bis 1960. Die AKP erreichte mit 34,4 Prozent der Stimmen beinahe eine Zweidrittelmehrheit; die CHP erhielt 19,4 Prozent der Stimmen.
Die 363 der 550 Sitze für die AKP entsprachen 66,0 Prozent; damit verfehlte die AKP die für Verfassungsänderungen nötige Zweidrittelmehrheit um vier Sitze.

## Teilnehmende Parteien
Zur Wahl traten 18 Parteien an:
| Logo | Logo | Partei                                       | Ausrichtung                      |
| ---- | ---- | -------------------------------------------- | -------------------------------- |
|      |      | Gerechtigkeits- und Entwicklungspartei (AKP) | islamisch-konservativ            |
|      |      | Republikanische Volkspartei (CHP)            | kemalistisch, sozialdemokratisch |
|      |      | Partei des Rechten Weges (DYP)               | konservativ                      |
|      |      | Partei der Nationalistischen Bewegung (MHP)  | rechtsextrem                     |
|      |      | Junge Partei (GP)                            | nationalistisch                  |
|      |      | Demokratische Volkspartei (DEHAP)            | nationalistisch                  |
|      |      | Mutterlandspartei (ANAP)                     | liberal-konservativ              |
|      |      | Partei der Glückseligkeit (SP)               | islamistisch                     |
|      |      | Demokratische Linkspartei (DSP)              | sozialdemokratisch               |
|      |      | Partei der Neuen Türkei (YTP)                | sozialdemokratisch               |
|      |      | Partei der Großen Einheit (BBP)              | islamisch-nationalistisch        |
|      |      | Heimat-Partei (YURT-P)                       | konservativ                      |
|      |      | Arbeiterpartei (İP)                          | sozialistisch                    |
|      |      | Partei der unabhängigen Türkei (BTP)         | nationalistisch                  |
|      |      | Partei der Freiheit und Solidarität (ÖDP)    | sozialistisch                    |
|      |      | Liberaldemokratische Partei (LDP)            | liberal                          |
|      |      | Volkspartei (MP)                             | nationalistisch                  |
|      |      | Kommunistische Partei der Türkei (TKP)       | kommunistisch                    |

## Wahlergebnis

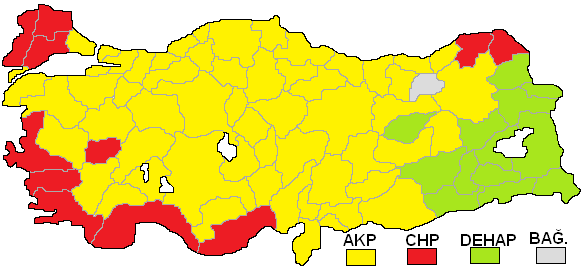
Gewinner nach Provinzen

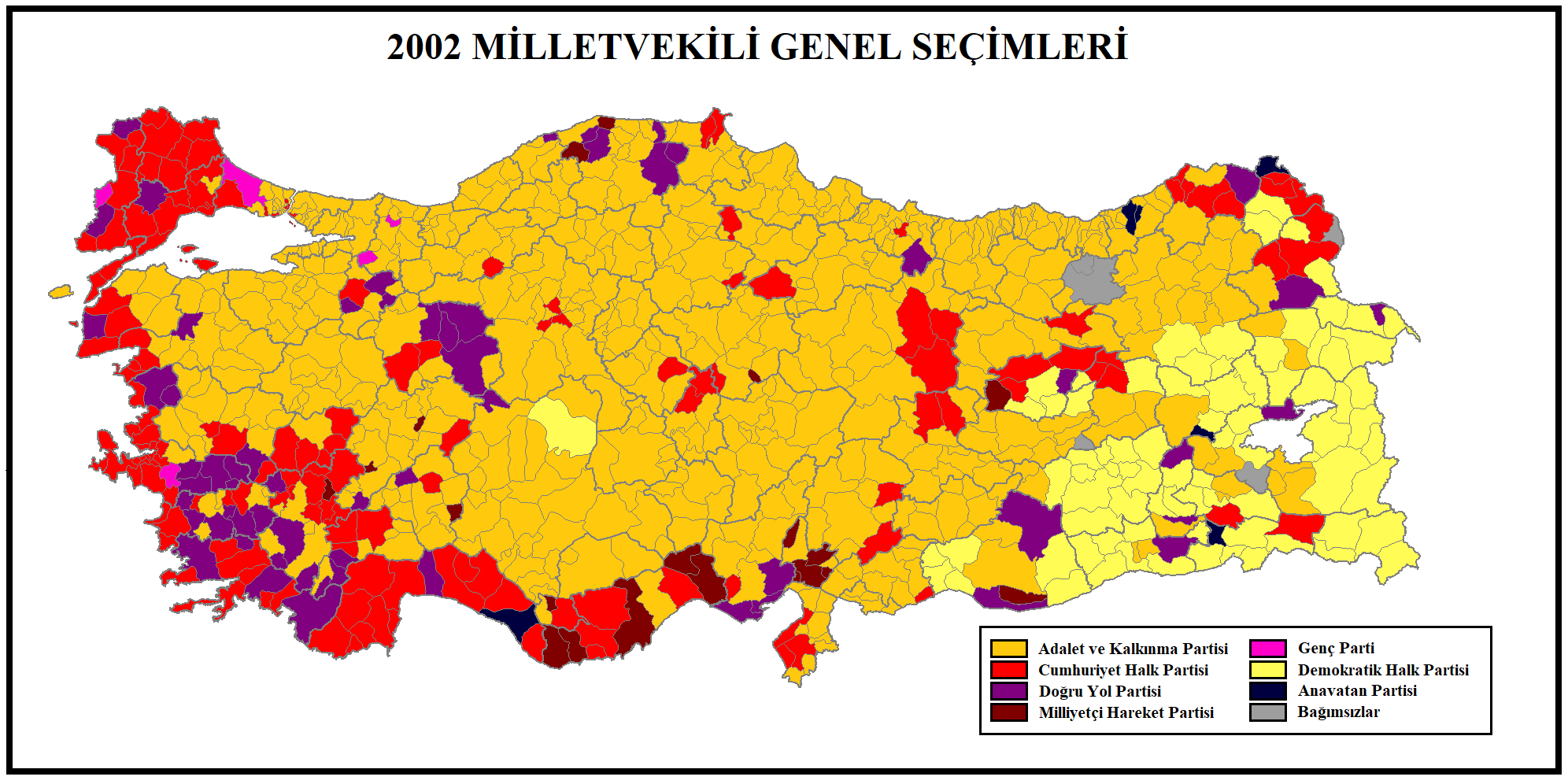
Gewinner nach Landkreisen

| Partei                      | Partei                                       | Stimmen    | Stimmen | Stimmen | Sitze  | Sitze |
| Partei                      | Partei                                       | Anzahl     | %       | +/−     | Anzahl | +/−   |
| --------------------------- | -------------------------------------------- | ---------- | ------- | ------- | ------ | ----- |
|                             | Gerechtigkeits- und Entwicklungspartei (AKP) | 10.808.229 | 34,28   | Neu     | 363    | Neu   |
|                             | Republikanische Volkspartei (CHP)            | 6.113.352  | 19,39   | +10,68  | 178    | +178  |
|                             | Partei des Rechten Weges (DYP)               | 3.008.942  | 9,54    | −2,47   | 0      | −85   |
|                             | Partei der Nationalistischen Bewegung (MHP)  | 2.635.787  | 8,36    | −9,62   | 0      | −129  |
|                             | Junge Partei (GP)                            | 2.285.598  | 7,25    | Neu     | 0      | Neu   |
|                             | Demokratische Volkspartei (DEHAP)            | 1.960.660  | 6,22    | Neu     | 0      | Neu   |
|                             | Mutterlandspartei (ANAP)                     | 1.618.465  | 5,13    | −8,09   | 0      | −86   |
|                             | Partei der Glückseligkeit (SP)               | 785.489    | 2,49    | Neu     | 0      | Neu   |
|                             | Demokratische Linkspartei (DSP)              | 384.009    | 1,22    | −20,97  | 0      | −136  |
|                             | Partei der Neuen Türkei (YTP)                | 363.869    | 1,15    | Neu     | 0      | Neu   |
|                             | Partei der Großen Einheit (BBP)              | 322.093    | 1,02    | −0,44   | 0      | ±0    |
|                             | Unabhängige                                  | 314.251    | 1,00    | +0,13   | 9      | +6    |
|                             | Heimat-Partei (YURT-P)                       | 294.909    | 0,94    | Neu     | 0      | Neu   |
|                             | Arbeiterpartei (İP)                          | 159.843    | 0,51    | +0,33   | 0      | ±0    |
|                             | Partei der unabhängigen Türkei (BTP)         | 150.482    | 0,48    | Neu     | 0      | Neu   |
|                             | Partei der Freiheit und Solidarität (ÖDP)    | 106.023    | 0,34    | −0,46   | 0      | ±0    |
|                             | Liberaldemokratische Partei (LDP)            | 89.331     | 0,28    | −0,13   | 0      | ±0    |
|                             | Volkspartei (MP)                             | 68.271     | 0,22    | −0,03   | 0      | ±0    |
|                             | Kommunistische Partei der Türkei (TKP)       | 59.180     | 0,19    | Neu     | 0      | Neu   |
| Gesamt                      | Gesamt                                       | 31.528.783 | 100,00  |         | 550    |       |
| Gültige Stimmen             | Gültige Stimmen                              | 31.528.783 | 96,21   | +0,72   |        |       |
| Ungültige Stimmen           | Ungültige Stimmen                            | 1.239.378  | 3,79    | −0,72   |        |       |
| Wahlbeteiligung             | Wahlbeteiligung                              | 32.768.161 | 79,14   | −7,95   |        |       |
| Nichtwähler                 | Nichtwähler                                  | 8.638.866  | 20,86   | +7,95   |        |       |
| Registrierte Wähler         | Registrierte Wähler                          | 41.407.027 |         |         |        |       |
| Quelle: Hoher Wahlausschuss |                                              |            |         |         |        |       |

## Auswirkungen
Wegen der hohen Sperrklausel von 10 % schafften es nur die AKP und die CHP als Parteien ins Parlament. Somit waren nur knapp 60 Prozent der Wähler im Parlament vertreten. Die AKP gewann 365 der 550 Sitze und bildete alleine unter Abdullah Gül eine Regierung. Alle Parteien der ehemaligen Koalitionsregierung scheiterten.
Recep Tayyip Erdoğan konnte wegen seiner Verurteilung nicht an der Wahl teilnehmen. Doch durch eine Verfassungsänderung und die Annullierung der Wahl in der Provinz Siirt konnte er nachträglich als Abgeordneter der Provinz Siirt ins Parlament einziehen. So löste er 2003 Abdullah Gül als Regierungschef ab.